# Cámara Chilena de la Construcción

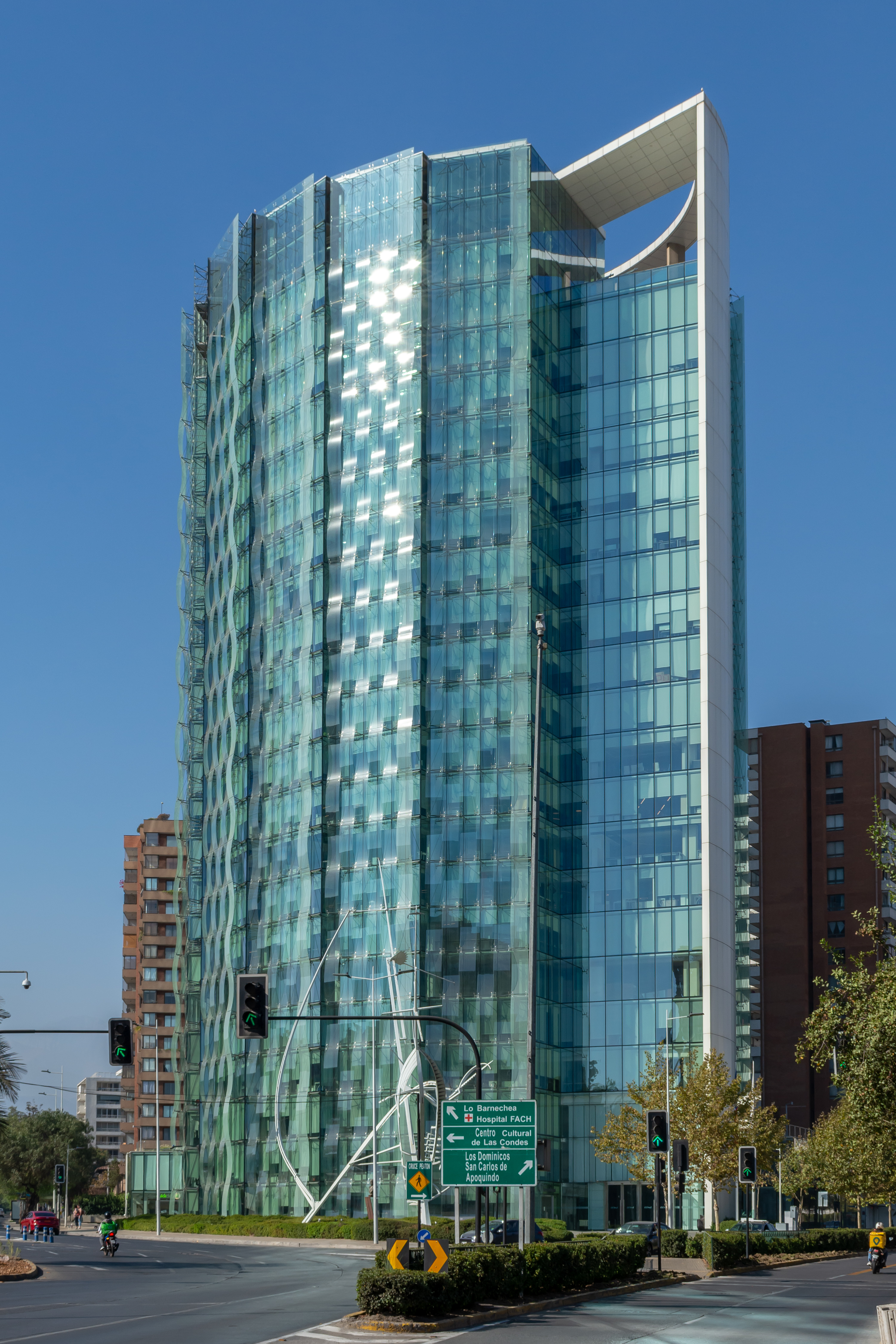
Edificio de la Cámara Chilena de la Construcción, en Las Condes, Santiago.

La Cámara Chilena de la Construcción (CChC) es una asociación gremial que promueve el desarrollo y fomento de la actividad de la construcción, como una palanca para el desarrollo del país. Es considerada la asociación gremial más influyente en Chile.

## Objetivos y organización
La Cámara Chilena de la Construcción es una asociación gremial de duración indefinida, regida por el Decreto Ley N° 2.757, de 1979, y registrada en la División de Asociatividad y Economía Social del Ministerio de Economía, Fomento y Turismo. Según sus estatutos, el objetivo fundamental de la Cámara es promover la racionalización, protección, perfeccionamiento, desarrollo y fomento de la construcción, de sus actividades conexas y de sus insumos.
Sus asociados, que corresponden a afiliados del gremio, son personas naturales o jurídicas que desarrollan actividades en Chile, que intervengan o se dediquen al proyecto, ejecución, financiamiento o comercialización de obras de construcción, o a la fabricación o suministro de materiales o elementos destinados a ellas, y a las personas que formen parte de sus respectivas organizaciones. Junto con la asamblea general de socios, se compone de un Directorio y de un Consejo Nacional, liderado por un Presidente. La fijación de las políticas generales de la Cámara está a cargo del Consejo Nacional, mientras que el Directorio define las actividades generales que deban desarrollarse para alcanzar los objetivos definidos por los estatutos y las políticas generales fijadas por el Consejo Nacional. 
Actualmente cuenta con 18 delegaciones regionales, con una oficina principal ubicada en Santiago.
La CChC controla a ILC Inversiones (Inversiones La Construcción), Mutual de Seguridad C.Ch.C., CCAF Los Andes, Corporación Cultural CChC, Isapre Consalud, aseguradora Confuturo (antes CorpVida), red de clínicas Red Salud, Clínica Bicentenario, Clínica Avansalud, Banco Internacional, el 27,26% de AFP Habitat y medios de comunicación Pauta FM.

## Centro de Documentación CChC
El Centro de Documentación de la Cámara Chilena de la Construcción, es un archivo de documentos privado que también sirve de biblioteca y repositorio,  con el objeto de almacenar y documentar todo el material bibliográfico y audiovisual relacionado con las áreas de la construcción, arquitectura y afines, tanto de los socios como de los profesionales que trabajan para la organización.

## Presidentes
| Nombre                               | Inicio                  | Fin                     |
| ------------------------------------ | ----------------------- | ----------------------- |
| Otto Kunz                            | 26 de agosto de 2004    | 24 de agosto de 2006    |
| Luis Nario                           | 24 de agosto de 2006    | 28 de agosto de 2008    |
| Lorenzo Constans                     | 28 de agosto de 2008    | 26 de agosto de 2010    |
| Gastón Escala                        | 26 de agosto de 2010    | 23 de agosto de 2012    |
| Daniel Hurtado                       | 23 de agosto de 2012    | 28 de agosto de 2014    |
| Jorge Mas                            | 28 de agosto de 2014    | 25 de agosto de 2016    |
| Sergio Torretti                      | 25 de agosto de 2016    | 23 de agosto de 2018    |
| Patricio Donoso                      | 23 de agosto de 2018    | 19 de diciembre de 2020 |
| Manuel Antonio Errázuriz Ruiz –Tagle | 27 de agosto de 2020    | 17 de noviembre de 2022 |
| Juan Armando Vicuña Marín            | 17 de noviembre de 2022 | agosto 2024             |